# کیک کیک کیک کیک
کیک کیک کیک کیک (انگلیسی: Kick Kick Kick Kick؛‏ کره‌ای: 킥킥킥킥) یک مجموعه تلویزیونی محصول کره جنوبی به نویسندگی جونگ سو هیون، نام اون کیونگ و جونگ هه یونگ، به کارگردانی کو سونگ جون و با بازی جی جین هی، لی کیو هیونگ، بک جی وون و لی مین جه است. این مجموعه از ۵ فوریه ۲۰۲۵، روزهای چهارشنبه و پنجشنبه ساعت ۲۱:۵۰ (کی‌اس‌تی) از کی‌بی‌اس۲ پخش شد.

## بازیگران

### اصلی
- جی جین هی در نقش جی جین هی[۱]
- لی کیو هیونگ در نقش جو یونگ شیک[۱]
- بک جی وون در نقش بک جی وون[۱]
- لی مین جه در نقش لی مین جه[۱]

### مکمل
- جونگ هان سول در نقش نو این سونگ[۲]
- جون هه یون در نقش وانگ جو یون[۲]
- کیم اون هو در نقش کانگ ته هو[۲]
- جون سو یونگ در نقش گا جو ها[۲]
- بک سون هو در نقش لی مارک[۲]
- لی سه جون در نقش مایکل[۲]
- لی جی وون در نقش هی دونگ یی[۲]